# Port Shepstone
Port Shepstone est une ville d'Afrique du Sud, située à l'embouchure de la rivière Umzimkulu, en bordure de l'Océan Indien, au sud de la province du KwaZulu-Natal.

## Historique
Port Shepstone fut fondée en 1867 et baptisée en l'honneur de Sir Theophilus Shepstone. Elle est alors le port principal de la région sud du Natal.

## Démographie
Selon le recensement de 2001, sur une population totale estimée à 9 636 habitants, les Noirs constituent la moitié des résidents de Port Shepstone devant les Indo-Pakistanais (39,1 %) et les Blancs (7,3 %). La langue maternelle majoritairement utilisée est l'anglais (48,5 %) devant le zoulou (40 %).